# Аста Нилсен
Аста Ниелсен (дан. Asta Nielsen; Вестербро, 11. септембар 1881 — Фредериксберг, 24. мај 1972) је била данска глумица, позната је као једна од највећих европских звезди немог филма, односно као једна од првих филмских звезда уопште. Посебну популарност је уживала у Немачкој где се за њу користио једноставни надимак Die Asta. Несклоност Холивуду и звучном филму су довели до њеног повлачења у приватни живот 1930-их.

## Биографија
Asta Sofie Amalie Nielsen (срп. Аста Ниелсен) се родила у Вестерброу као дете ковача и праље. Родитељи су јој због сиромаштва и потраге за послом често морали селити. У доби од 18 година је примљена као студенткиња уДански краљевски театар. Године 1901. је затруднела и родила ћерку по имену Јеста, којој никада није открила име оца, и коју су одгајали њена мајка и старија сестра. Дипломирала је 1902. и започела позоришну каријеру. Пажњу је привукла својим необичним лицем којим су доминирале велике црне очи и дечачким стасом; међутим, њен успех на позорници је био ограничен ониме што део биографа и историчара сматра непривлачним, превише дубоким и неравномерним гласом.
Ниелсен је, с друге стране, те своје квалитете могла далеко боље користити у медију немог филма, а већ у свом првенцуАмбис или бездану Урбана Гада је развила и нови, далеко реалистичнији глумачки стил. Филм је доживео огроман успех и Асту Ниелсен учинио популарном не само у домовини него и у Русији и Немачкој. Након само четири филма јој је немачки филмски продуцент Паул Давидсон позвао њу и Гада (с којим се венчала 1912. године) да се прикључи његовој компанији. Тада је добила нови студио. Компанија је држала европска права на све Нилсенове филмове. Она је постала „сјајна међународна филмска звезда”, позната једноставно као Die Asta (Аста), са годишњим хонораром од 85.000 марки само 1914. године.
У Немачкој је остала и радила на филму све док се нису почели правити звучни филм ови. Нова технологија се показала некомпатибилним њеном стилу, те је након само једног звучног филма Unmögliche Liebe одлучила да престане да снима. Након доласка на власт нацисти су покушали да је ангажују; министар пропаганде Јозеф Гебелс јој је аранжирао аудијенцију с Хитлером који јој је понудио властити филмски студио. Ниелсен је то одбила и вратила се у домовину 1936. Тамо се посветила изради колажа и писању. Током Другог светског рата је настојала свој углед и популарност искористити како би финансијски и на други начин помогла прогоњеним Јевреј има; међу њима се нашао и знаменити књижевник Виктор Клемперер.

## Односи и смрт
Нилсен је имала четири дуготрајне везе и била је разведена два пута. Године 1912, она се удала за данског филмског режисера Урбана Гада након филма који су заједно снимили у Немачкој 1911. године с циљем формирања филмског стуја у њиховом власништву. Они су се развели 1919. године, након чега се Нилсен удала за шведског бродоградитеља Фредија Виндгарда. Тај брак је био краткотрајан и завршио се разводом средином 1920-их. Нилсен се заљубила у руског глумца Грегорија Хмара кога је упознала путем заједничког пријатеља Георга Брандеса. Они су отпочели дуготрајни неформални брак који је трајао од 1923. годне до касних 1930-ох. Нилсен је започела однос са данским колекционаром уметничких дела Кристијаном Тедом при крају 1960-их, са којим се упознала при трговини сопстевеним уметничким делима. Године 1970, у својој 88. години живота, Нилсон се удала за 77-годишњег Теда. Нилсен је умрла у својој 90. години дана 25. маја 1972. године.

## Оставштина
Белгијанац Пол ван Остајжен укључио је експресионистичку песму „Аста Нилсен“, захвалницу Нилсеновој сензуалности, у своју збирку из 1921. Bezette Stad (Окупирани град).
Јоаким Рингелнац, који је био чест гост у Нилсеновом дому, написао је песме „Über Asta Nielsen“ (за своју збирку Reisebriefe eines Artisten) и „Asta Nielsen weiht einen Pokal“ 1929.

## Играни филмови
- 1910: Afgrunden (The Abyss)
- 1911: Gipsy Blood
- 1911: The Moth
- 1911: Den sorte drøm
- 1911: Im großen Augenblick
- 1911: Balletdanserinden
- 1911: Der fremde Vogel
- 1911: The Traitress (fragments preserved)
- 1912: Die Macht des Goldes
- 1912: Zu Tode gehetzt
- 1912: Poor Jenny
- 1912: The Dance of Death
- 1912: Die Kinder des Generals
- 1912: Wenn die Maske fällt (fragments preserved)
- 1912: Das Mädchen ohne Vaterland
- 1912: Jugend und Tollheit
- 1913: Komödianten
- 1913: Die Sünden der Väter
- 1913: Der Tod in Sevilla
- 1913: Die Suffragette (fragments preserved)
- 1913: Die Filmprimadonna
- 1914: Little Angel
- 1914: Das Kind ruft
- 1914: Zapata's Gang
- 1914: Das Feuer (1914)}}
- 1915: Fräulein Feldwebel
- 1915: Die Tochter der Landstraße
- 1915: The False Asta Nielsen
- 1916: Die ewige Nacht
- 1916: Engeleins Hochzeit
- 1916: Frontstairs and Backstairs
- 1916: Dora Brandes
- 1916: The ABC of Love
- 1916: Cinderella
- 1916: Das Versuchskaninchen
- 1917: The White Roses (produced 1914–1915)
- 1917: Die Brüder
- 1917: Das Waisenhauskind
- 1918: Im Lebenswirbel (produced 1916)
- 1918: Rose of the Wilderness (produced 1916)
- 1918: The Eskimo Baby (produced 1916)
- 1918: The Queen of the Stock Exchange (produced 1916)
- 1919: So Ends My Song
- 1919: Intoxication
- 1919: Towards the Light
- 1919: According to Law
- 1920: The Merry-Go-Round
- 1920: Helmsman Holk
- 1920: Kurfürstendamm
- 1921: Hamlet: The Drama of Vengeance
- 1921: Roswolsky's Mistress
- 1921: Wandering Souls
- 1922: Miss Julie
- 1922: Brigantenrache
- 1922: Vanina
- 1922: Navarro the Dancer
- 1923: Earth Spirit
- 1923: Downfall
- 1923: I.N.R.I.
- 1924: The House by the Sea
- 1924: Joyless Street
- 1924: The Woman in Flames
- 1924: Athletes
- 1925: Hedda Gabler
- 1925: Living Buddhas (produced 1923–1924)
- 1925: Joyless Street
- 1926: The Fallen
- 1927: Laster der Menschheit
- 1927: Tragedy of the Street
- 1927: Agitated Women
- 1927: Small Town Sinners[12]
- 1927: That Dangerous Age[13]
- 1932: Impossible Love[14]